# Усулутан
Усулутан (шп. Usulután) је град у Салвадору у департману Usulután. Према процени из 2007. у граду је живело 73.064 становника.